# Münchenski priručnik demonske magije
Minhenski priručnik demonske magije, grimorij iz 15. stoljeća pisan latinskim jezikom koji se čuva u Bavarskoj državnoj knjižnici u Münchenu u Njemačkoj, pod rednim brojem CLM 849. Sadržaj grimorija odnosi se većinom na demonologiju i nekromanciju te daje upute za prizivanje demonskih sila. Sadrži tri vrste magije, kao i većina grimorija, a to su čini za iluziju, proricanje i primoravanje, s tim što se ovaj grimorij fokusira gotovo isključivo na crnu magiju i opise neobičnih obreda, poput prizivanja demona i egzorcizama. Među ostalim crnomagijskim činima, sadrži i čini za zadobivanje ljubavi, dobivanje časti i poštovanja, stvaranje neprijateljstva između prijatelja, stjecanje bogatstva, nevidljivost itd.
Autor grimorija je očito bio obrazovan, budući da je pisao djelo na latinskom jeziku, zbog čega se pretpostavlja da je bio pripadnik klera.

## Vanjske poveznice
- [neaktivna poveznica]
- Minhenski priručnik demonske magije - astonishinglegends.com (engl.)